# Papilio bianor
Papilio bianor es una especie de mariposa de la familia Papilionidae. Se encuentra en el este de Asia.

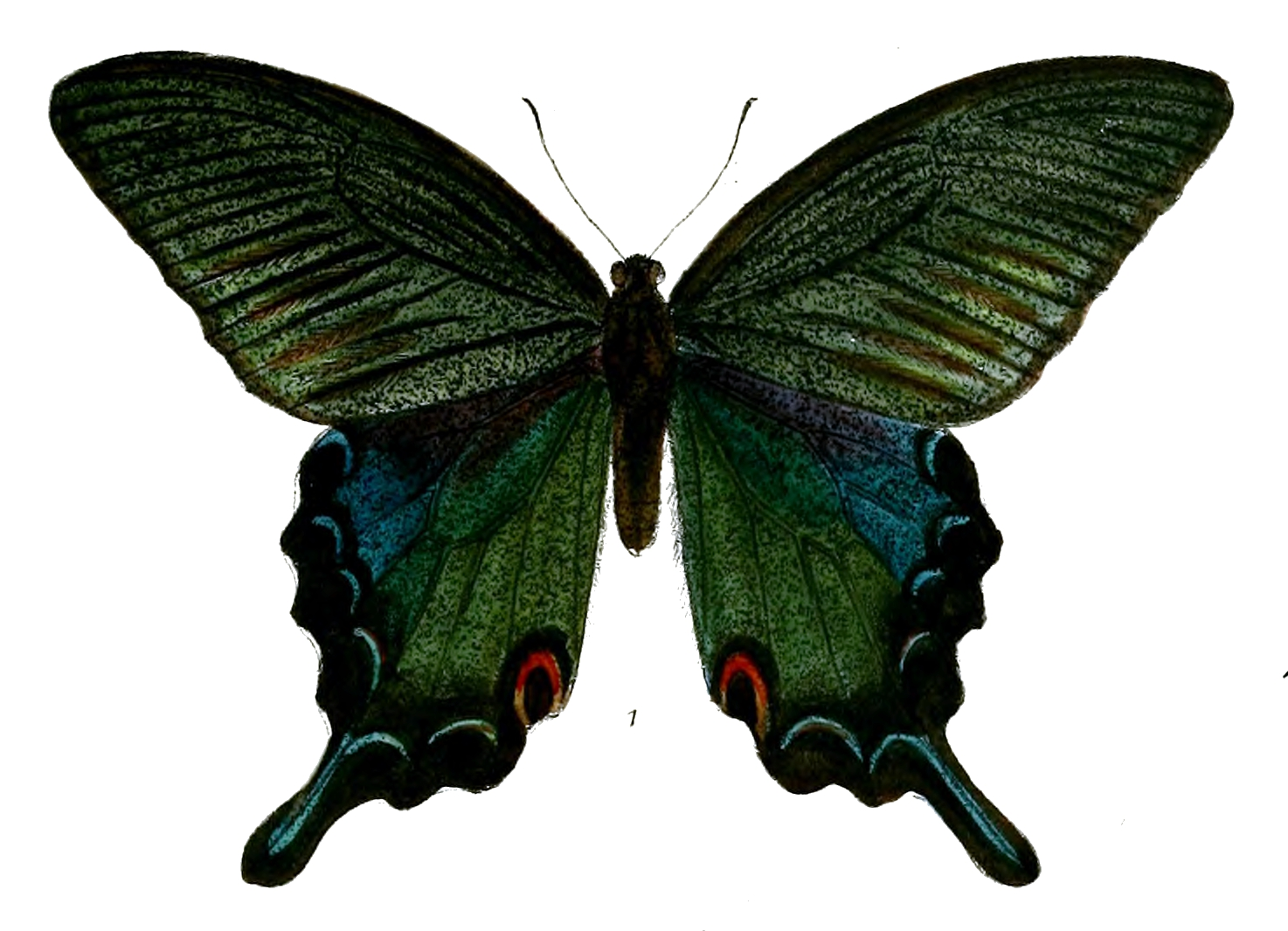
Macho

## Descripción
Tienen un tamaño mediano a grande, con una envergadura de alas de 45 u 80 mm. El tipo de verano suele ser más grande que el tipo de primavera. Tiene una gran semejanza con Papilio maackii.
El macho suele ser negro con color estructural. Tiene el pelo de terciopelo negro en el ala delantera, y sin embargo, la hembra no lo tiene.
La hembra tiene manchas rojas en la parte trasera del ala.
Las larvas se alimentan de Zanthoxylum ailanthoides.

## Distribución
Se encuentra en todo Japón (desde Hokkaido hasta Okinawa, Izu), Taiwán, Corea, China, y en parte del este de Rusia.

## Subespecies
- P. b. dehaanii
- P. b. okinawensis (Yaeyama islands, Okinawa, Japan)
- P. b. ryukyuensis (Okinawa islands, Japan)
- P. b. amamiensis (Amami islands, Kagoshima, Japan)
- P. b. tokaraensis (Tokara islands, Kagoshima, Japan)
- P. b. hachijonis (Hachijo island, Izu islands, Japan)
- P. b. kotoensis Sonan, 1927 (Taiwán)
- P. b. thrasymedes Fruhstorfer 1909 (Taiwán)

## Hábitat
Papilio bianor es común en los bosques, no es tan común en las zonas suburbanas y urbanas, a causa de su hospedaje en la planta huésped. Sin embargo, hay algunas plantas huésped, como  Zanthoxylum ailanthoides, que se puede ver incluso en el casco urbano.